# Mathias Van Gompel
Mathias Van Gompel (Meerhout, 24 september 1995) is een Belgisch wielrenner die anno 2018 rijdt voor Sport Vlaanderen-Baloise.

## Carrière
Als junior werd Van Gompel tweede in de Omloop der Vlaamse Gewesten in 2012. Een jaar later won hij de Grote Prijs Bati-Metallo en La Philippe Gilbert en werd hij derde in de wegwedstrijd op het Europese kampioenschap.
Als stagiair bij Lotto Soudal in 2017 nam Van Gompel onder meer deel aan de Ronde van het Münsterland. In 2018 werd hij prof bij Sport Vlaanderen-Baloise.

## Overwinningen
2013
Grote Prijs Bati-Metallo
La Philippe Gilbert

## Resultaten in voornaamste wedstrijden
|      | \| Jaar \| Luik-Bast.‑Luik \| Waalse Pijl \| \| ---- \| --------------- \| ----------- \| \| 2018 \| opgave \| opgave \| \| 2019 \| opgave \| opgave \| |             |
| Jaar | Luik-Bast.‑Luik | Waalse Pijl |
| 2018 | opgave | opgave      |
| 2019 | opgave | opgave      |

## Ploegen
- 2017 –  Lotto Soudal (stagiair vanaf 18-8)
- 2018 –  Sport Vlaanderen-Baloise

Armée · Bak · Benoot · Boeckmans · De Bie · De Buyst · De Clercq · De Gendt · Debusschere · Frison · Gallopin · Greipel · Hansen · Hofland · Maes · Marczyński · Mertz · Monfort · Roelandts · Shaw · Sieberg · Valls · Van der Sande · Vanendert · Vervaeke · Wallays · Wellens · Wouters · Leysen (stagiair) · Planckaert (stagiair) · Van Gompel (stagiair)
Allegaert · Capiot · De Gendt · De Ketele · De Pauw · De Vylder · Declercq · Deltombe · Farazijn · Ghys · Menten · Noppe · Ed. Planckaert · Em. Planckaert · Rickaert · Sprengers · Van Gestel · Van Gompel · Van Hecke · Van Rooy · Verwilst · Warlop